# Цитович Іван Павлович
Цито́вич Іван Павлович (31 жовтня 1895 — 4 серпня 1980) — український поет, перекладач. Член Спілки письменників України (від 1940 року).

## Біографія
Народився в селі Солов'ївка на Чернігівщині в родині хлібороба. Навчався в сільській школі. 1913 року закінчив Чернігівську духовну семінарію. Навчаючись у семінарії, 1912 року відвідував разом із Павлом Тичиною суботи в Михайла Коцюбинського. Учасник Першої світової війни, у 1914—1917 роках був у складі російської армії.
Від 1918 до 1940 року викладав українську та російську літературу в середній школі. Був репресований.
Поховано на Міському кладовищі «Берківці». 1994 року Людмила Проценко в «Київському некрополі» зазначила, що на могилі висаджено квіти.

## Творчість
Іван Цитович писав українською та російською мовами. Перші вірші надрукував 1909 року. Його вірші та поеми друкувалися на сторінках багатьох газет, журналів і збірників. 1928 року Іван Цитович опублікував у журналі «Червоний шлях» поему «Семирічка». 1939 року «Літературний журнал» надрукував його поему «Дід — партизан», присвячену боротьбі з німцями в Україні 1918 року.
1966 року окремим виданням вийшла збірка Івана Цитовича «Симфонія грози» .
Поет багато працював перекладачем. Зокрема, він брав участь у перекладах до антологій грузинської, словацької та чеської поезій.